# 로슈 VD역
로슈 VD역(프랑스어: Gare de Roche VD)은 스위스 보주의 로슈 지자체에 있는 기차역이다. 스위스 연방 철도의 표준궤 심플론선의 중간 정류장이다.

## 운행편
2021년 12월 시간표 변경에 따라 로슈 VD에서 다음 서비스가 정차한다.
- 레기오익스프레스 : 르낭 VD와 생모리스 사이를 매일 왕복한다.
- RER 보 S5 : 그랑송과 베 (주중) 또는 에이글 (주말) 사이 매시간 운행; 에이글에서 생모리스까지 제한된 서비스.